# Koripallon miesten SM-sarjakausi 1946
La Koripallon miesten SM-sarjakausi 1946 è stata la 6ª edizione del massimo campionato finlandese di pallacanestro maschile. La vittoria finale è stata ad appannaggio dell'Helsingin NMKY.

## Risultati

### Stagione regolare
|     | Squadra               | G | V | N | P | PF  | PS  | Pt. |
| --- | --------------------- | - | - | - | - | --- | --- | --- |
| 1.  | Turun Riento          | 9 | 7 | 0 | 2 | 148 | 114 | 14  |
| 2.  | Helsingin NMKY        | 9 | 7 | 0 | 2 | 124 | 103 | 14  |
| 3.  | Helsingin Visa        | 9 | 5 | 2 | 2 | 128 | 93  | 12  |
| 4.  | Helsingin Isku        | 9 | 6 | 0 | 3 | 126 | 104 | 12  |
| 5.  | Karhun Pojat          | 9 | 5 | 1 | 3 | 131 | 114 | 11  |
| 6.  | Helsingin Kiri-Veikot | 9 | 3 | 1 | 5 | 128 | 118 | 7   |
| 7.  | Eiran Kisa-Veikot     | 9 | 3 | 0 | 6 | 142 | 142 | 6   |
| 8.  | Hels. Kisa-Toverit    | 9 | 3 | 0 | 6 | 86  | 131 | 6   |
| 9.  | Helsingin Ilves       | 9 | 2 | 0 | 7 | 115 | 138 | 4   |
| 10. | Työväen Maila-Pojat   | 9 | 2 | 0 | 7 | 90  | 161 | 4   |

### Spareggio
| Squadra 1      | Risultato | Squadra 2    |
| -------------- | --------- | ------------ |
| Helsingin NMKY | 25-12     | Karhun Pojat |

| Koripallon miesten SM-sarjakausi 1946 |
| ------------------------------------- |
| Helsingin NMKY 1º titolo              |

## Formazione vincitrice
| N° | Naz.                 | Ruolo | Sportivo         |  | Alt. |  |
| -- | -------------------- | ----- | ---------------- |  | ---- |  |
|    | Finlandia (bandiera) |       | Osmo Joutsen     |  |      |  |
|    | Finlandia (bandiera) |       | Simo Joutsen     |  |      |  |
|    | Finlandia (bandiera) |       | Hemming Lehtinen |  |      |  |
|    | Finlandia (bandiera) |       | Eeri Nick        |  |      |  |
|    | Finlandia (bandiera) |       | Reino Nick       |  |      |  |
|    | Finlandia (bandiera) |       | Kauko Pälvi      |  |      |  |
|    | Finlandia (bandiera) |       | Lars Spaak       |  |      |  |
|    | Finlandia (bandiera) |       | Osmo Tuominen    |  |      |  |
|    | Finlandia (bandiera) | All.  |                  |  |      |  |